# 5144 Achates
5144 Achates (1991 XX) là một thiên thể Troia của Sao Mộc, trong nhóm Troia, được phát hiện ngày 2 tháng 12 năm 1991 bởi Shoemaker, C. S. ở Palomar.